# Guilherme Schimidt
Guilherme Schimidt (6 de noviembre de 2000) es un deportista brasileño que compite en judo.
Participó en los Juegos Olímpicos de París 2024, obteniendo una medalla de bronce en la prueba de equipo mixto. Ganó dos medallas en los Juegos Panamericanos de 2023 y cuatro medallas en el Campeonato Panamericano de Judo entre los años 2021 y 2024.

## Carrera
Schmidt nació y creció en Brasilia. Sufrió problemas económicos durante su camino hacia convertirse en profesional. En ocasiones incluso hacía campaña en las redes sociales para recaudar dinero y poder competir en determinadas competencias. Logró superar las adversidades del inicio de su carrera para convertirse en uno de los principales judocas brasileños.
En 2019, Schimidt obtuvo medalla de bronce en el Campeonato Mundial Juvenil, celebrado en Marruecos.
En el Campeonato Panamericano de Judo de 2021 celebrado en Guadalajara, México, obtuvo su primer título en la categoría de peso medio mediano (81 kg).
El 25 de septiembre de 2021, Schimidt ganó su primera medalla en el IJF World Tour al quedar segundo en el Gran Prix de Zagreb (Croacia), en la categoría de -81 kg. Ganó tres partidos y perdió la final ante el georgiano Tato Grigalashvili.
El 1 de abril de 2022, Schimidt ganó la medalla de oro en la categoría de -81 kg del Grand Slam (el torneo que más puntos da en el ranking de judo después de los Juegos Olímpicos, el Campeonato Mundial y el World Masters) de Antalya. En la final derrotó a Vedat Albayrak, de Turquía.
En el Campeonato Panamericano y de Oceanía de Judo de 2022 celebrado en Lima, Perú, se consagró bicampeón de la categoría semimediano (81 kg) y obtuvo el oro en equipos mixtos.
El 8 de julio de 2022, Schimidt ganó la medalla de oro en la categoría de -81 kg del Grand Slam de Budapest al derrotar al campeón mundial de 2018 Saeid Mollaei, de Azerbaiyán. 
Schimidt participó en los Campeonatos Mundiales de Judo de 2021, 2022 y 2023.
En el Grand Slam de Astana 2023, Schimidt obtuvo medalla de plata.
En el Judo World Masters (segunda competición más importante del circuito mundial de judo, después del Campeonato del Mundo) de 2023, Schimidt ganó la medalla de plata. Para llegar a la decisión, derrotó al campeón olímpico japonés Takanori Nagase y al líder del ranking y actual bicampeón mundial Tato Grigalashvili.
En el Campeonato Panamericano y de Oceanía de Judo de 2023 celebrado en Calgary, Canadá, Schimidt ganó dos medallas: fue subcampeón en la división de peso medio mediano (-81 kg) y obtuvo el oro en equipos mixtos.
En los Juegos Panamericanos de 2023 obtuvo su mayor título al conquistar la medalla de oro en la división Mediomediano (-81 kg), además de obtener también la plata en la selección mixta brasileña.
En el Grand Slam de Antalya 2024, obtuvo medalla de bronce.
En el Campeonato Panamericano y de Oceanía de Judo de 2024 ganó la medalla de oro, convirtiéndose en tres veces campeón de la competición.
En el Campeonato Mundial de Judo de 2024, Schimidt, actualmente cuarto en el ranking mundial de su categoría, ganó su primer combate, pero en octavos de final acabó siendo derrotado por ippon por el austriaco Bernd Fasching.

## Palmarés internacional
| Juegos Olímpicos        | Juegos Olímpicos        | Juegos Olímpicos  | Juegos Olímpicos |
| Año                     | Lugar                   | Medalla           | Categoría        |
| ----------------------- | ----------------------- | ----------------- | ---------------- |
| 2024                    | París (Francia)         | Medalla de bronce | Equipo mixto     |
| Juegos Panamericanos    |                         |                   |                  |
| Año                     | Lugar                   | Medalla           | Categoría        |
| 2023                    | Santiago (Chile)        | Medalla de oro    | –81 kg           |
| 2023                    | Santiago (Chile)        | Medalla de plata  | Equipo mixto     |
| Campeonato Panamericano |                         |                   |                  |
| Año                     | Lugar                   | Medalla           | Categoría        |
| 2021                    | Guadalajara (México)    | Medalla de oro    | –81 kg           |
| 2022                    | Lima (Perú)             | Medalla de oro    | –81 kg           |
| 2023                    | Calgary (Canadá)        | Medalla de plata  | –81 kg           |
| 2024                    | Río de Janeiro (Brasil) | Medalla de oro    | –81 kg           |